# Johann Matthaeus Tesdorpf

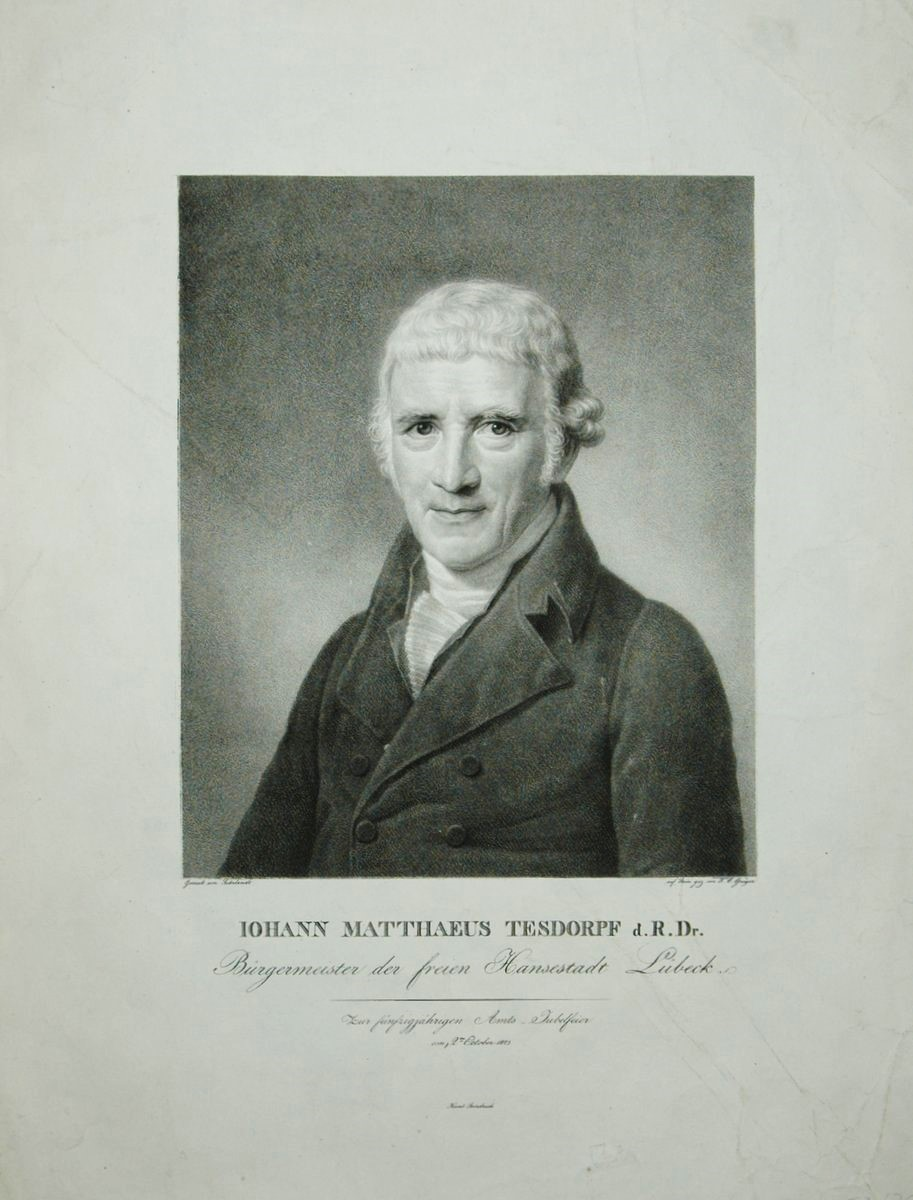
Johann Matthaeus Tesdorpf, Lithographie von Friedrich Carl Gröger nach Rudolph Suhrlandt (1823)

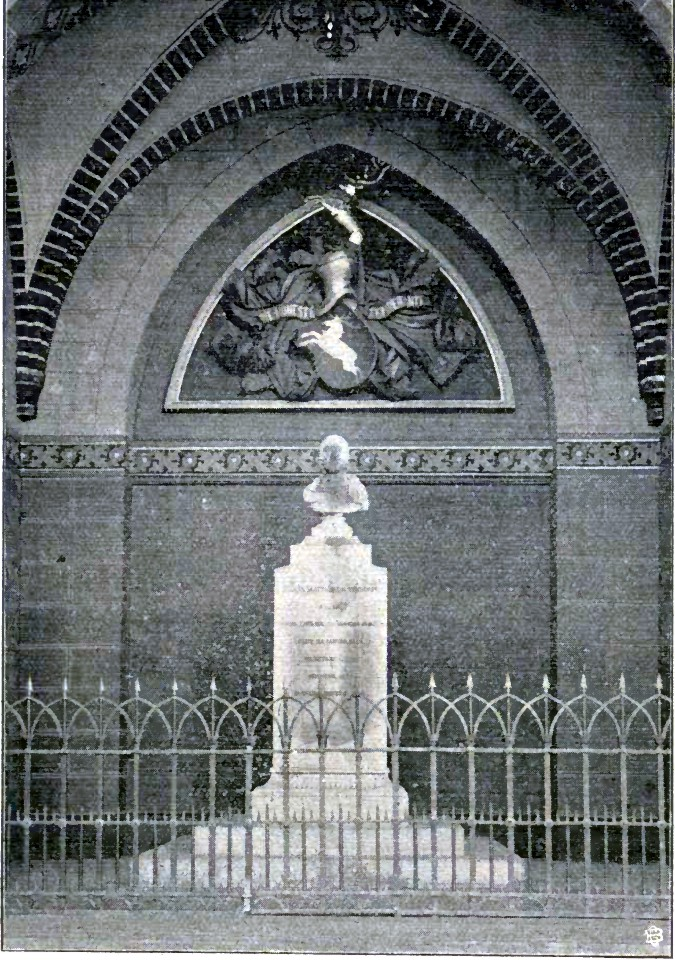
Marmorbüste in der Grabkapelle

Johann Matthaeus Tesdorpf (* 30. November 1749 in Lübeck; † 25. Januar 1824 ebenda) entstammte der großen Lübecker Weinhändlerfamilie um die Firma Carl Tesdorpf und war Bürgermeister der Hansestadt Lübeck.

## Leben
Tesdorpf studierte Rechtswissenschaften an der Universität Göttingen, wo er sich mit Gottfried August Bürger anfreundete. Anfang Februar 1774 begegnete er auf der Durchreise in Frankfurt am Main dem gleichaltrigen Goethe, der mit ihm Schlittschuh lief; im Brief an Bürger vom 12. Februar schwärmte Goethe, ihm sei das Herz „über der holden Seele aufgegangen“.
Nach seiner in Göttingen von Georg Ludwig Böhmer betreuten Promotion zum Doktor beider Rechte wurde Tesdorpf in seiner Heimatstadt zunächst Ratssekretär. Er wurde 1794 Ratsherr und 1806 einer der Bürgermeister. Im Zuge der Besetzung durch Napoleon I. wurde Tesdorpf in der Lübecker Franzosenzeit am 11. Februar 1811 provisorisch zum Maire bestellt. Am 13. Mai wurde er durch kaiserliche Ernennung wirklicher Maire, schied jedoch bereits am 17. Juli auf eigenen Wunsch wieder aus dem Amt. Unter seiner Leitung wurde 1814 die Revision der Staatsverfassung in Angriff genommen.
In der Grabkapelle der Familie Tesdorpf in der Lübecker Marienkirche findet sich die Büste Tesdorpfs von Gottfried Schadow. Sie wurde ihm vom Rat der Stadt am 2. Oktober 1823 zum 50-jährigen Dienstjubiläum überreicht und 1835 in der Kapelle aufgestellt, „eines der wenigen bedeutenden klassizistischen Kunstwerke der Stadt“. Ebenfalls zum 50. Dienstjubiläum prägte der Berliner Medailleur Gottfried Bernhard Loos nach einem Schnitt von Carl Friedrich Voigt 1823 im Auftrage Lübecker Bürger eine Denkmünze des Lübecker Bürgermeisters Johann Matthaeus Tesdorpf in „Amtstracht“, mit der ansonsten inzwischen unüblichen Allongeperücke.
Der Rektor des Katharineums zu Lübeck Friedrich August Göring verehrte ihm Nachrichten über die Entstehung und erste Einrichtung der St. Katharinenschule zu Lübeck und die Rede seitens des Senats wurde Sr. Magnificenz Herrn Bürgermeister J M Tesdorpf in Veranlassung der Feier Seiner 50jährigen Amtsführung von dem Syndicus Anton Diedrich Gütschow gehalten.

## Schriften
- Dissertatio Inavgvralis De Eo Qvod Ivstvm Est Circa Incertitvdinem Pretii In Emtione Venditione, Goettingae, Dieterich, 1773